# Le Goût d'aimer
Albums de Nicole Martin
Histoires de femmes Un Noël d'amour
Le Goût d'aimer est le 16e album studio de Nicole Martin. L'album est sorti en 1991 chez Disques Diva. Il est distribué par Musicor Distribution.

## Liste des titres
| No  | Titre                        | Paroles           | Musique                                                  | Durée |
| --- | ---------------------------- | ----------------- | -------------------------------------------------------- | ----- |
| 1.  | Où est passée la tendresse ? | Catherine Hugo    | Michael Bolton                                           | 3 :52 |
| 2.  | Le goût d'aimer              | Manuel Tadros     | Manuel Tadros                                            | 3 :54 |
| 3.  | C’est plus la peine          | Gérard Layani     | Gérard Layani                                            | 4 :33 |
| 4.  | Je veux vivre                | Manuel Tadros     | Manuel Tadros                                            | 5 :06 |
| 5.  | Juste un peu d’amour         | Catherine Hugo    | Saby Bucella                                             | 4 :09 |
| 6.  | Toujours l’amour             | Renée Hébert      | Doug Billard, Beverly Golden-Billard et John Seath-Smith | 4 :00 |
| 7.  | Aimer                        | Manuel Tadros     | Manuel Tadros                                            | 4 :06 |
| 8.  | Aimons-nous                  | Pierre Létourneau | Steven Tracey                                            | 4 :21 |
| 9.  | Parler de toi                | Lili Côté         | Yves Lapierre                                            | 5 :05 |
| 10. | Non, je ne regrette rien     | Michel Vaucaire   | Charles Dumont                                           | 3 :45 |

## Singles extraits de l'album
- Aimons-nous
- Le goût d'aimer
- Où est passée la tendresse ?
- Toujours l’amour
- C’est plus la peine
- Non, je ne regrette rien